# Arthrochilus latipes
Arthrochilus latipes är en orkidéart som beskrevs av David Lloyd Jones. Arthrochilus latipes ingår i släktet Arthrochilus och familjen orkidéer. Inga underarter finns listade i Catalogue of Life.